# Margency
Margency är en kommun i departementet Val-d'Oise i regionen Île-de-France i norra Frankrike. Kommunen ligger i kantonen Soisy-sous-Montmorency som tillhör arrondissementet Sarcelles. År 2022 hade Margency 2 954 invånare.

## Befolkningsutveckling
Antalet invånare i kommunen Margency
| Referens: INSEE |